# Киберпартия
Киберпа́ртия (англ. Cyber Party) — тип политической партии, полностью или почти полностью полагающейся на средства Интернета в осуществлении своей деятельности. Киберпартии характеризуются отказом от формального членства и переходом к прямому взаимодействию с избирателями, большей отзывчивостью во взаимоотношениях с гражданами и высокой скоростью разработки основных целей и задач. Киберпартии являются скорее организациями, нежели институтами.
Киберпартии как самостоятельный феномен стали появляться в первом десятилетии 21 века. Одной из первых виртуальных партий считается венгерская партия «Йоббик», оформившаяся в 2003 году.

## Характерные особенности
Киберпартии весьма разнообразны по своим идеям, способам организации и формам активности.
Первое, что их объединяет — Интернет, который является и средством организации, и ареной политической деятельности киберпартий. Саму деятельность сетевых партий можно описать как создание платформы для взаимодействия отдельных граждан, заинтересованных групп, движений и организаций, в том числе международных. Интернет обеспечивает прямой и чрезвычайно быстрый обмен информацией между партией и её сторонниками, а интерактивный характер этих отношений стирает границу между участниками и сторонниками. Киберпартии оперируют где-то на границе категорий «государство» и «гражданское общество», не принадлежа полностью ни к той, ни к другой структуре.
С идеологической точки зрения, главной объединяющей чертой киберпартий является протестный настрой по отношению к текущему состоянию политической системы. На начальном этапе развития феномена, виртуальное пространство использовалось в первую очередь оппозиционными силами, которые имели трудности с использованием традиционных медиа для продвижения своих идей. Идеология большинства таких партий направлена против истеблишмента, против организационной громоздкости традиционных партийных структур, а конструктивная программа основана на непосредственной демократии.
Потенциальными сторонниками киберпартий является весь электорат, что предполагает сильную конкуренцию между партиями за избирателя. Возможно поэтому идеи, продвигаемые виртуальными партиями, отличаются эклектичностью и порой совмещают несовместимое по меркам традиционных идеологий. Либертарианизм, либерализм, консерватизм, национализм, антикоммунизм, евроскептицизм встречаются среди тезисов этих партий вместе и по отдельности. Киберпартиям свойственен популизм: отсутствие фундаментальных ценностей, простые решения сложных проблем и готовность подстроиться под любую ситуацию.

### Пиратские партии
Среди киберпартий можно выделить подвид — пиратские партии. Эти партии сформировались для решения вопросов, связанных с интеллектуальной собственностью, файлообменом и патентным правом. Члены этих партий предлагают варианты реформирования соответствующего законодательства. Многие из них стоят на позициях инфоанархизма.
Первую пиратскую партию основал шведский политик Рикард Фальквинге в 2006 году. В том же году началось обсуждение создания Пиратского интернационала, официально учреждённого в 2010 году. На ноябрь 2017 года в Пиратский интернационал входили партии из 37 стран мира.

## История
Дополнить типологию политических партий новым типом «киберпартии» впервые предложила Хелен Маргеттс в 2001 году. Маргеттс проанализировала тенденцию к освоению возможностей Интернета британскими партиями и сделала предположение о появлении нового типа партий, взаимодействующих с избирателем через Сеть напрямую.
В течение первого десятилетия 21 века киберпартии стали появляться в странах Западного мира. В 2003 году венгерское движение «Йоббик» преобразовалось в партию под тем же названием, участники этой партии стали продвигать свои идеи через портал jobbik.hu Архивная копия от 7 ноября 2017 на Wayback Machine. В 2006 году в Нидерландах появилась Партия свободы, фактически состоящая из одного человека, Герта Вилдерса, и реализующая свои политические задачи с использованием онлайн-технологий. В 2009 итальянский актёр и блогер Беппе Грилло объединил ряд организаций в партию «Пяти звёзд», которая на сегодняшний день имеет 88 мест в Палате депутатов Италии. В том же году в США была основана «Партия чаепития», распространившая своё влияние на всю страну. С 2006 года в странах по всему миру стали появляться пиратские партии, которых насчитывается более 60 на сегодняшний день.

### В России
Необходимость в создании партии нового типа, интернет-партии, в России была отмечена во время электорального цикла 2011-2012 годов. В качестве примеров российских киберпартий последнего десятилетия можно назвать «Пиратскую партию России», «Другую Россию» Эдуарда Лимонова, «Партию социальных сетей», «Российскую сетевую партию» (прекратила деятельность в 2013) и «Интернет Партию Российской Федерации» (прекратила деятельность в 2013).

## Критика
Мнения исследователей о феномене киберпартий смешанные.
Некоторые исследователи поддерживают изначальный оптимизм Маргеттс. Политологи апеллируют к успехам киберпартий в Европе, где сетевые партии набирали до 25% голосов на выборах в представительные органы, и отмечают заметное влияние партий нового типа на политику, приобретение киберпартиями собственной политической силы.
Другие не видят возможности прихода киберпартий к власти ни в России, ни в ведущих западных демократиях. Причинами тому служат непрофессионализм киберактивистов, уклон киберпартий в протестную сторону и проблема «цифрового барьера» — неполного проникновения цифровых технологий.
Есть и третий взгляд: не все видят в киберпартиях собственно партии. Эти исследователи считают киберпартии скорее информационными агентами в руках теневых спонсоров, чем самостоятельными политическими акторами.